# Crackdown 2
Crackdown 2 é um jogo de ação-aventura lançado em 2010, desenvolvido pela Ruffian Games e publicado pela Microsoft Game Studios. Foi lançado para Xbox 360 em julho de 2010. É uma sequência direta do jogo Crackdown, de 2007. Uma sequência, Crackdown 3, foi lançada para Xbox One e Microsoft Windows em fevereiro de 2019.

## Jogabilidade
Crackdown 2 segue o mesmo estilo de jogabilidade em mundo aberto e tiro em terceira pessoa de seu antecessor. O jogador controla um "Agente" geneticamente modificado da Agência na cidade fictícia de Pacific City. É possível escolher diferentes cores de armadura e aparência, além de melhorar cinco habilidades principais: Agilidade, Armas de Fogo, Direção, Explosivos e Força. Veículos, armas e "orbes" são elementos fundamentais da jogabilidade, assim como corridas em telhados e nas ruas.
O modo cooperativo foi expandido para até quatro jogadores online (mas não inclui mais o System Link). O multijogador competitivo suporta até 16 jogadores. Enquanto o Crackdown original suportava o sistema Link Playing para co-op, o Crackdown 2 não oferece a mesma opção. O produtor da Microsoft, Peter Connelly, declarou: "Teria levado meio dia de trabalho para algo que apenas uma pequena porcentagem de jogadores usará." Em Crackdown 2, o jogador luta contra a Cell, uma organização terrorista, e contra "aberrações", estranhos mutantes infectados. Os membros de ambas as organizações podem ser mortos com ataques corpo a corpo, explosões e balas, mas há armas UV especiais feitas para as aberrações, que não conseguem sobreviver na luz do sol. Há cinco habilidades para aumentar o nível: Agilidade, que o jogador aumenta coletando Orbes de Agilidade e Orbes de Agilidade Renegados, fazendo Corridas no Telhado ou matando inimigos de um local muito elevado; Armas de Fogo, que é aumentada atirando com armas portáteis e montadas; Dirigir, que é aumentada atropelando inimigos, deslizando com força, fazendo curvas com o freio de mão, completando Corridas de Rua, pulando por Anéis de Acrobacias e coletando Orbes de Condução Renegados; Explosivos, que são aumentados usando explosivos, tanto Lançadores quanto Granadas.  e Força, que é aumentada usando ataques corpo a corpo, arremessando objetos, batendo em pessoas com esses objetos ou usando os movimentos que você desbloqueia conforme sua Força aumenta, como o Charge ou o Ground Slam.

### Multijogador
As listas de reprodução multijogador incluem modos de jogo como Rocket Tag (Etiqueta de foguete), Vehicle Tag (Etiqueta do veículo) , Capture the Orb (Capture o Orbe), Deathmatch e Team Deathmatch.
Um tipo de jogo cooperativo permite que você forme um grupo com até quatro amigos. No modo cooperativo, você pode obter orbes especiais, conhecidos como "Online Orbs" ou "Xbox Live Orbs", que concedem um bônus geral a todas as suas habilidades. O modo cooperativo é semelhante ao modo single player, exceto que as missões da campanha só avançam para o jogador que hospeda o jogo.

## Enredo
Ambientado 10 anos após Crackdown, a história gira em torno do retorno do caos em Pacific City. Uma ex-cientista da Agência, Catalina Thorne, libera um vírus que cria os mutantes "Freaks". Com a Agência enfraquecida, um grupo chamado Cell se levanta contra ela, alegando que a Agência está escondendo uma cura.
O Agente é encarregado de ativar faróis solares do "Projeto Sunburst" para eliminar os Freaks. A história culmina em uma batalha final na qual o Agente se sacrifica para deter Thorne. Uma cena pós-créditos sugere a sobrevivência de Thorne e sua continuação nas pesquisas.

### Enredo alternativo
Registros de áudio sugerem que a Agência manipulou os eventos para justificar seu regime autoritário, pintando Thorne como bode expiatório. Esses registros indicam que a Agência pode ter criado os Freaks e encenado ataques para obter apoio público e aumentar o controle, dando continuidade à reviravolta narrativa do primeiro jogo.

## Desenvolvimento
Phil Wilson e Billy Thomson, respectivamente produtor e designer-chefe de Crackdown, confirmaram anteriormente que o jogo foi projetado desde o início para ser uma série de longa duração, afirmando que sequências para o jogo provavelmente serão produzidas, especialmente se Crackdown tiver um bom desempenho comercial. No entanto, durante o evento Industry All Stars em setembro de 2007, Wilson confirmou que a Realtime Worlds não estava trabalhando em uma sequência para o jogo, dizendo que "a Microsoft [estava] um pouco atrasada em pedir o Crackdown 2, e nessa altura já tínhamos começado a trabalhar em coisas maiores e melhores."  No entanto, o então vice-presidente corporativo da Microsoft Game Studios, Shane Kim, afirmou que a Microsoft ainda detém os direitos de propriedade intelectual de Crackdown e que uma sequência de Crackdown ainda era uma possibilidade.
O gerente de estúdio da Realtime, Colin MacDonald, esclareceu que se eles tiverem os recursos após a conclusão de APB, eles poderiam entrar em contato com a Microsoft para discutir uma sequência. Antes do anúncio, rumores da indústria afirmavam que a nova empresa iniciante, Ruffian Games, um estúdio escocês formado por membros da equipe do Realtime Worlds, pode estar envolvida no desenvolvimento de uma sequência de Crackdown. Isso foi confirmado quando o jogo foi anunciado durante a Conferência Electronic Entertainment Expo de 2009. Os rumores sobre o envolvimento de Ruffian com a sequência foram inicialmente descartados por McDonald, dizendo que duvidava que "a Microsoft prejudicasse um relacionamento de desenvolvimento existente e frutífero ao apostar no financiamento de Crackdown 2 com uma startup na porta da RTW, por razões óbvias." Após o anúncio, David Jones, fundador da Realtime Worlds, declarou que estava "um pouco irritado" com a decisão da Microsoft, acreditando que a Microsoft poderia estar procurando um estúdio de desenvolvimento interno em vez da nova startup localizada na mesma área geográfica de sua empresa e formada por muitos dos ex-membros de sua equipe. O produtor executivo de Ruffian, Peter Connelly, concordou que a situação que fez com que a Realtime Worlds fosse transferida para APB foi lamentável, mas não guarda nenhuma animosidade contra a empresa. Thomson, da Ruffian, observou que cerca de metade de sua equipe trabalhou anteriormente em Crackdown em todas as áreas de desenvolvimento de jogos e sentiu que seu estúdio era a melhor escolha para fazer a sequência do jogo.
A equipe optou por manter a sequência localizada em Pacific City, pois considerou que o cenário tinha um caráter próprio no primeiro jogo e queria preservar isso para a sequência para manter sua familiaridade com os jogadores, ao mesmo tempo em que o tornava "maior e melhor". A equipe também procurou preservar a mesma experiência de jogo de forma livre de Crackdown e optou por evitar quaisquer cenas de corte significativas baseadas em diálogos, ao mesmo tempo em que melhorou partes da jogabilidade do primeiro jogo que foram vistas como aspectos mais fracos. Não há mudanças mecânicas significativas no jogo, embora Ruffian continue a melhorar o mecanismo de renderização para permitir a exibição da grande vista de Pacific City.

## Conteúdo adicional
A DLC Keys to the City adiciona novos conteúdos após a campanha, incluindo atualizações na tecnologia da Agência e recursos no estilo sandbox. Também confirma a sobrevivência do Agente.

## Recepção
Crackdown 2 recebeu "críticas mistas ou medianas" de acordo com o site agregador de análises Metacritic. Jeremy Parish, do 1Up.com, elogiou o modo cooperativo para quatro jogadores, mas afirmou: "Todo o resto em Crackdown 2 decepciona: as melhores partes são copiadas diretamente do primeiro jogo, enquanto todas as adições novas são no melhor dos casos irritantes, e no pior, enfurecedoras. Crackdown 2 é ridiculamente divertido, mas deve esse sucesso inteiramente ao primeiro jogo."
O GameSpot elogiou a exploração do jogo, a coleta de orbes e o modo cooperativo para quatro jogadores, ao mesmo tempo em que criticou suas semelhanças com o antecessor. A IGN também apontou como falha essas semelhanças e a ausência de uma verdadeira história, mas destacou positivamente a coleta de orbes e a campanha cooperativa. 
O GameTrailers elogiou a coleta viciante de orbes, mas criticou a falta de enredo ou estrutura. A Official Xbox Magazine UK elogiou o modo cooperativo para quatro jogadores e o sistema de combate, mas criticou o layout de Pacific City por ser muito semelhante ao do jogo anterior, assim como a ausência de veículos transformáveis. No entanto, o autor, Ben Talbot, ainda descreveu o jogo como "uma experiência viciante, e que oferece o melhor cooperativo em mundo aberto desde Saints Row 2".

## Ligações Externas
- Crackdown 2 no MobyGames
- Crackdown 2. no IMDb.